# Michel Tagne Foko
Pour les articles homonymes, voir Tagne (homonymes).
Œuvres principales
- Le Secret du Mystique, 2012
- Pygmées en voie de disparition : planète en danger, 2013
- De l'autre côté de l'Atlantique, Janvier 2016

Michel Tagne Foko, né à Bandjoun le 19 mai 1985, est un écrivain, chroniqueur et éditeur camerounais.

## Biographie
Ecrivain en langue française et de religion animiste, Michel est né à Bandjoun au Cameroun. Il fait partie des écrivains dont l'inspiration se révèle avec l'exil. Écrivain engagé qui raconte ses racines, il souhaite préserver et respecter les valeurs traditionnelles des anciens.

### Famille et jeunesse
Michel Tagne Foko est né le 19 mai 1985 dans une famille polygame Bamiléké à l'Ouest du Cameroun. Sa grand-mère, fille de notable dans la tradition Bandjoun, a bercé son enfance de valeurs ancestrales. Épris de cultures des peuples et initié aux rites de la culture Bamiléké, son œuvre littéraire et ses chroniques seront teintées d'ethnologie et d'anthropologie.
Installé en France en 2009, il prend conscience de la force exercée en lui par la culture qui l'a vu grandir. Découvrant diverses cultures, il complétera la rédaction d'un premier roman en 2012 où il décrit les valeurs propres à ses racines et à la culture Bamiléké.

### Carrière
Michel Tagne Foko  se fait appeler « l'homme de la forêt ». Il fait l'objet d'articles dans la presse en France,,,,,, et participe à des débats sur l'écologie à la chaîne de télévision Suisse romande.
Il est aussi chroniqueur pour des médias web tels que Journal du Cameroun, Africain.info, Afriqueinfos.com, Afriqueredaction.com, Culture.ebene etc. et pour des magazines imprimés.

## Œuvre
Son premier roman décrit la culture qui l'a bercé.
Son deuxième livre évoque le peuple pygmée, dont la survie est menacée,.
N'ont pas été relevés les textes publiés isolément dans des revues.
- Le Secret du Mystique, 2012, Edilivre-Aparis, Catégorie : Esotérisme / Spiritualité, 195 pages,  (ISBN 978-2-35209-617-7)
- Pygmées en voie de disparition : planète en danger, 2013,  Éditions de l'onde, Broché, 91 pages,  (ISBN 978-2-916929-74-3)
- Autopsie des amours impossibles,  Edilivre, mars 2014[13]
- Crépuscule, Éditions du Mérite, juillet 2015,  (ISBN 979-10-94224-06-9)
- De l'autre côté de l'Atlantique, Editions du Mérite, décembre 2015  (ISBN 9791094224113).